# استپی طناز
استپی طناز (نام علمی: Stipa pulcherrima) نام یک گونه از سرده استپی است. سرده استپی در ایران در حدود ۲۰ گونه گیاه گندمی چندساله و یکساله دارد.